# مودی بلو (ترانه)
«مودی بلو»(به انگلیسی: Moody Blue) نام ترانه ای با صدای الویس پریسلی است. این ترانه معروف توسط مارک جیمز نوشته شده و آخرین ترانه الویس است که در چارت کانتری موفق به کسب مقام اول شده است.
است. همچنین این ترانه مقام سیو یکم را بین ۱۰۰ آهنگ داغ بیلبورد به دست آورد. این ترانه را آر سی ای رکودز منتشر کرد و در قسمت بی این ترانه، آهنگ She Thinks I Still Care قرار داشت. شش ماه پس از انتشار شماره ۱ جدول شد. در آن زمان الویس فوت کرده بود.